# 맨발의 청춘 (1964년 영화)
맨발의 청춘은 1964년에 개봉된 김기덕 감독의 영화이다.

## 줄거리
신두수는 길거리의 삶을 사는 폭력배이다. 밀수한 시계를 운반하러 가던 어느날 불량배에게 괴롭힘을 당하는 요안나와 친구를 구해준다. 이것이 인연이 되어 요안나와 두수는 서로를 생각하게 되고, 요안나의 학교에서 그녀를 기다리던 두수는 집으로 찾아온 요안나와 만나기 시작한다.
요안나는 대사의 딸로 부유하고 호화로운 생활을 하고 있고 두수는 창녀들이 사는 허름한 방에서 산다. 그러나 그 둘은 서로에 대한 관심으로 서로가 속한 이질적인 문화를 이해하려고 노력한다. 두수는 요안나를 레슬링 경기장으로 요안나는 두수를 오케스트라 연주장으로 데리고 간다. 두수는 요안나가 읽는다는 성경을 읽고 운명교향곡을 들으며 쥬스를 마신다. 요안나는 위스키를 마셔보고 권투잡지를 읽어보고 아령을 들어본다.
두수가 데이트 비용을 마련하기 위해 저지른 사기로 두수는 약속 장소에 나가지 못하고 요안나는 소식을 궁금해하며 대관령에서 편지를 보낸다. 두수가 출소하고 그들은 다시 만나지만 이들의 관계는 신분의 차이로 인해 장벽에 부딪치게 된다. 두수의 취직을 알선하려는 자리에서 모욕을 당한 두수는 다시 예전의 생활로 돌아가려 하고 밀수건의 해결을 위해 죄를 뒤집어쓰고 감옥에 가기로 한다. 요안나는 아버지가 계신 태국으로 가게되자 두수를 찾아 가출하고 둘은 경찰과 조직의 눈을 피해 시골로 도망치게 된다. 거기서 하룻밤 동안 둘만의 행복을 맛 본 그들은 동반자살하고 만다.

## 출연
- 강신성일
- 엄앵란
- 이예춘
- 윤일봉
- 이민자
- 주증녀
- 트위스트 김